# Otešica
Az Otešica egy folyó Likában, Horvátországban, a Lika bal oldali mellékfolyója.

## Leírása
Az Otešica a Velebit északkeleti részén, az 1299 m magas Veliki vrh és az 1178 m magas Crna greda alatt ered, majd a Likai-mező délnyugati szélén folyik végig, végül Gospićtól 4 km-re északnyugatra, Veliki Žitnik falu határában ömlik a Likába. Hosszúsága 24,8 km, vízgyűjtő területe 158,2 km².